# Meziboří
Meziboří (německy Schönbach) je město, které se nachází v okrese Most v Ústeckém kraji zhruba dva kilometry severně od Litvínova. Současný název byl zaveden až roku 1956, od roku 1960 má Meziboří status města. V období 1850–2011 bylo zaznamenáno nejvíce obyvatel v roce 1971 a to 6 226. Dnes jich v Meziboří žije přibližně 4 600.
Město se nachází v údolí na Divokém potoce pod kopcem Střelná (868 m), obklopeno lesy. Vede do něj jediná silnice, III. třídy č. 2564 z Litvínova, po které je odsud vedena i MHD která vede okolo ulice Okružní.

## Název
Město se původně jmenovalo Schönbach. Ve starších variantách se objevuje přípona -buch nebo -puch, která odkazuje na středněhornoněmeckou příponu -buoch, tj. bukový les nebo jen les. V historických pramenech se jméno objevuje ve tvarech: Schonenbuch (1402), Ssinpach (1505), s Ssenpachem (1572), Ssenpach (1617), Ssempach (1618) a Schönbach (1833).
V roce 1956 získala obec současný název Meziboří. O počeštění jména se uvažovalo již od roku 1948. Objevovaly se mnohé kuriózní návrhy jako Kmochov, Přemyslov, Rozmach, Zápotocké, Hornické Mladé nebo Fučíkov. K těm uměřenějším patřily Lesov, Potok, Potočná či Mezihoří.

## Historie
První písemná zmínka o obci pochází z roku 1398, kdy Boreš z Rýzmburka prodal panství hradu Rýzmburk, ke kterému ves patřila, míšeňskému markraběti Vilémovi. Od 17. století patřila ves Valdštejnům, kteří ji připojili ke svému panství Horní Litvínov-Duchcov, kde zůstala až do roku 1848. Po roce 1850 se Schönbach stal osadou města Horní Litvínov a v roce 1913 se osamostatnil.
Obyvatelstvo bylo převážně německé národnosti, proto byla obec po druhé světové válce téměř kompletně vysídlena. V roce 1946 zde zůstalo jen osm rodin, jejichž členové byli dočasně z odsunu vyčleněni jako nepostradatelní specialisté v průmyslu a hornictví. Místo původních obyvatel přicházeli přistěhovalci z vnitrozemí a ze Slovenska, kteří nacházeli především práci v uhelném průmyslu.
V roce 1949 padlo rozhodnutí vybudovat v Schönbachu (počeštěle Šenbachu) městečko pro učně v těžkém průmyslu. Postupně byly otevřeny internát pro učně chemického učiliště a učiliště pro hornice. V roce 1950 se upustilo od původního záměru vybudovat sídliště jen pro učně, ale místo toho se začalo s výstavbou běžného sídliště, především pro zaměstnance Severočeských hnědouhelných dolů a Chemických závodů v Záluží. Většina původní zástavby podlehla demolicím a namísto ní se vystavěla sídliště z cihlových, později panelových bytových domů.
V roce 1954 vznikly nové bytové domy, škola, sportovní hala, dům kultury a sportu. Počet obyvatel narůstal zejména stěhováním obyvatel ze zrušených obcí v Mostecké pánvi, např. z Dolního Litvínova, Růžodolu, Kopist či Záluží.
V roce 1960 se Meziboří stalo městem. V 60. letech probíhal silný rozvoj města. Roku 1963 byla otevřena budova základní devítileté školy pro 1.–5. ročník, jejíž třídy se do té doby nacházely v budovách učilišť. Budova pro druhý stupeň byla předána do užívání v roce 1966 od 1. září, takže žáci už nemuseli dojíždět do Litvínova.
V sedmdesátých letech se také snížil počet učilišť. Z některých internátů se staly svobodárny pro zaměstnance Dolů Vítězného února Záluží a Krušnohorských strojíren, z jiného pak rehabilitační středisko. V roce 1971 zde působily čtyři učiliště: Severočeských hnědouhelných dolů, Krušnohorských strojíren Komořany, Chemických závodů Záluží a Pozemních staveb Ústí nad Labem.
Dřívější střední školy (učiliště) a internáty jsou využity k jiným účelům – obytný dům, domov důchodců, dům s pečovatelskou službou, ubytovna pro zaměstnance místních podniků a sociální ubytovna, nebo leží ladem (jsou prázdné, nevyužité). Poslední střední škola, zřizovaná státem – Střední odborná škola Meziboří – byla zrušena k 30. červnu 2011, od 1. července 2011 je sloučena se Střední školou technickou Most (známá spíše jako "střední odborné učiliště Most-Velebudice"). Její budova byla využita k vybudování bydlení pro seniory. V Meziboří tak funguje už jen soukromá Střední škola Educhem.
V roce 1996 byla dostavěna benzinová stanice. V roce 1997 byla modernizována úpravna pitné vody. Město uvažuje o postavení vodní přečerpávací elektrárny v Šumném dole.

## Obyvatelstvo
Při sčítání lidu v roce 1921 ve vsi žilo 298 obyvatel (z toho 152 mužů), z nichž bylo devět Čechoslováků a 289 Němců. Všichni se hlásili k římskokatolické církvi. Podle sčítání lidu z roku 1930 měla vesnice 308 obyvatel: pět Čechoslováků a 303 Němců. Kromě deseti lidí bez vyznání byli římskými katolíky.
| Rok            | 1869 | 1880 | 1890 | 1900 | 1910 | 1921 | 1930 | 1950 | 1961  | 1970  | 1980  | 1991  | 2001  | 2011  | 2021  |
| -------------- | ---- | ---- | ---- | ---- | ---- | ---- | ---- | ---- | ----- | ----- | ----- | ----- | ----- | ----- | ----- |
| Počet obyvatel | 219  | 232  | 288  | 304  | 302  | 298  | 308  | 235  | 2 904 | 6 210 | 5 588 | 5 158 | 4 969 | 4 969 | 4 669 |
| Počet domů     | 43   | 47   | 50   | 50   | 51   | 50   | 51   | 53   | 153   | 262   | 249   | 316   | 324   | 356   | 380   |

## Obecní symboly

### Znak
Od roku 1970 používá Meziboří svůj městský znak, jehož autorem je Jiří Louda. Znak tvoří tři svislé pruhy, zelený, bílý a zelený. Uprostřed červené slunce s písmenem M a se šestnácti střídavě plamennými a trojúhelníkovými paprsky.

### Vlajka
Meziboří získalo právo užívat městskou vlajku na základě rozhodnutí předsedy Poslanecké sněmovny č. 34 ze dne 27. 2. 2004.
List tvoří tři svislé pruhy, zelený, bílý a zelený. V bílém pruhu červené slunce bez obličeje se šestnácti střídavě plamennými a trojúhelníkovými paprsky. Poměr šířky k délce listu je 2:3.

## Seznam ulic v Meziboří
- náměstí 8. května
- Dělnická
- Prokopa Holého
- Hornická
- Husova
- Javorová
- J. A. Komenského
- Litvínovská
- Májová
- Markův kopec
- Mírová
- Mládežnická
- Nad parkem
- Boženy Němcové
- Okružní
- Pod strání
- Potoční
- Svahová
- Školní
- U Stadionu
- Zahradní
- Žižkova

## Pamětihodnosti
- Chráněná lípa v Okružní ulici
- Chráněná lípa v Potoční ulici
- Přírodní památka Pekelské údolí severně od města
- Naučná stezka Tesařova cesta – Šumný důl, začíná u letního stadionu
- Opuštěný kamenolom na levém břehu Divokého potoka, při východní straně silnice z Litvínova do Meziboří
- Barokní kaple svaté Anny z první poloviny 18. století, zbořená v šedesátých letech 20. století